# خداحافظ ژوئن
خداحافظ ژوئن (انگلیسی: Goodbye June) یک فیلم درام بریتانیایی به کارگردانی کیت وینسلت است که نخستین تجربهٔ او در مقام کارگردان محسوب می‌شود. فیلم‌نامه این اثر را جو آندرس، پسر وینسلت نوشته و وینسلت در کنار بازیگرانی چون تونی کولت، جانی فلین، آندره‌آ ریسبرو، تیموتی اسپال و هلن میرن ایفای نقش می‌کند.

## بازیگران
- کیت وینسلت
- تونی کولت
- جانی فلین
- آندره‌آ ریسبرو
- تیموتی اسپال
- هلن میرن

## تولید
این فیلم نخستین تجربهٔ کارگردانی بلند کیت وینسلت به‌شمار می‌رود. تهیه‌کنندگی پروژه را کیت وینسلت و کیت سولومون بر عهده دارند. فیلم‌نامه توسط جو آندرس، پسر وینسلت، نوشته شده است. وینسلت همچنین به عنوان بازیگر در کنار تونی کولت، جانی فلین، آندره‌آ ریسبرو، تیموتی اسپال و هلن میرن ایفای نقش می‌کند. فیلم‌برداری اصلی از ۱۷ مارس ۲۰۲۵ در بریتانیا آغاز شد.